# Microlenecamptus biocellatus
Microlenecamptus biocellatus är en skalbaggsart som först beskrevs av Schwarzer 1925.  Microlenecamptus biocellatus ingår i släktet Microlenecamptus och familjen långhorningar.
Artens utbredningsområde är Taiwan. Inga underarter finns listade i Catalogue of Life.